# Louhi

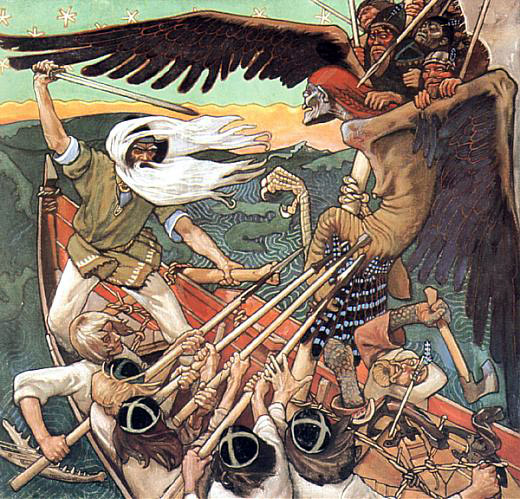
Louhi est représentée sous les trais d'une hideuse créature ailée dans La Défense du sampo, par Akseli Gallen-Kallela.

Louhi a, dans la mythologie finnoise, la double fonction de sorcière des glaces et de reine d'un pays connu sous le nom de Pohjola.
Elle est décrite comme une sorcière puissante ayant la possibilité de changer de forme à son bon vouloir ainsi que la faculté d'exécuter de puissants enchantements.
Elle est également la principale adversaire de Väinämöinen et de ses comparses dans lutte pour la possession du Sampo. Dans le Kalevala, elle a aussi bon nombre de filles magnifiques, qu'Ilmarinen, Lemminkäinen et autres héros essayent de conquérir dans diverses légendes. Les tâches à accomplir pour ce faire étaient si ardues que finalement peu arrivaient à les accomplir, et le cas échéant, elle intervenait elle-même pour faire échouer leur projet. Seul Ilmarinen aura su combler ses attentes.
Louhi avait également la capacité d'enfermer la lune et le soleil dans une caverne ainsi que d'envoyer le froid sur un pays entier. Elle se servit de son don de se transformer à souhait, pour se métamorphoser fréquemment en griffon. Ce fut sous cette forme[réf. nécessaire] qu'elle attaqua le bateau qui emportait le Sampo.
Väinämöinen et Ilmarinen furent les seuls à l'avoir tenue en défaut.